# Lagoa do Itaenga
Lagoa do Itaenga este un oraș în Pernambuco (PE), Brazilia.